# Tommaso de Bassus
(Tommaso de Bassus, Riflessioni sopra le società secrete, 1787, p. 7.)
Tommaso Francesco Maria de Bassus (Poschiavo, 1742 – Sandersdorf, 1815) è stato un politico svizzero.

## Biografia
Fu un ricco possidente nella Repubblica delle Tre Leghe e in Baviera, fu podestà di Poschiavo già all'età di venticinque anni e per ben sei mandati, e di Traona, e assunse importanti cariche politiche nei Grigioni e in Valtellina: Barone, signore di Sandersdorf, Mendorf,  Eggersberg, Harlanden e Dachenstein. 
Il titolo baronale era stato conferito a Giovanni Giuseppe von Bassus (1683-1726), consigliere di corte, dal principe elettore e duca Massimiliano II Emanuele di Baviera e fu ereditato da Tommaso, che era registrato alla nascita con il cognome Bassi, quando aveva trentotto anni in seguito alla morte senza eredi diretti dell'ultimo rappresentante del ramo bavarese della famiglia , il cugino Francesco Pietro von Bassus (1715-1780), ciambellano di corte, generale di cavalleria e governatore di  Dietfurt,  presidente del tribunale d'appello di Neuburg e Trento, ciambellano di corte dei principi elettori e Duchi di Baviera Carlo II e  Massimiliano IV, diventato poi Massimiliano I, Re di Baviera.
Sposò Cecilia Maria Domenica Massella (1745-1794), figlia secondogenita di Giambernardo Massella, podestà, delegato alla Dieta, presidente della Lega Caddea, che gli diede un figlio, Giammaria, e due figlie, Caterina e Anna Maria. 
Iniziato in Massoneria nella loggia di Monaco di Baviera Zur Behutsamkeit (Alla Prudenza), a partire dal 1781 fu membro della Loggia San Teodoro del buon consiglio di Monaco di Baviera, amico di Adam Weishaupt, fece parte dell'Ordine degli Illuminati (con il nome Annibale) e fu il Superiore generale dell'Ordine per l'Italia,  propagò le idee progressiste del suo tempo e, attraverso la tipografia da lui stesso creata a Poschiavo, gestita dai parenti bergamaschi Giuseppe e Bernardo Ambrosioni (come lui massoni e membri della loggia L'Oriente di Bergamo), mise in contatto la cultura tedesca con quella italiana lombardo-veneta. Nel gennaio 1782 fece un viaggio a Innsbruck per reclutare dei nuovi membri per l'Ordine, ingaggiò il giurista Carlantonio Pilati e divenne amico del conte Kaspar Trapp, membro della loggia locale Alle tre Montagne, che incaricò della direzione del Tirolo per conto degli Illuminati.
La sua storia è narrata in un romanzo storico (o biografia romanzata) di Massimo Lardi.

## Opere
- Apologia dell'Ordine dei Franchi Muratori del Fratello *** membro della Loggia Scozzese in P***, tradotta dal tedesco..., Poschiavo, 1781 (ma 1785).
- Riflessioni sopra le società secrete, Poschiavo, 1787.
- Esposizione presentata agli illustrissimi Signori Capi della Repubblica de' Grigioni di Loro Ordine da Tommaso Francesco Maria de Bassus...riguardo alla Società Segreta chiamata degli Illuminati , tradotta dall'originale tedesco dall'autore medesimo, Poschiavo, 1787.